# Flash Negro (cómic)
El Flash Negro es un personaje ficticio del cómic de DC Comics. Creado por los escritores Grant Morrison y Mark Millar, y el artista Ron Wagner, el personaje tuvo cameos en The Flash (vol. 2) # 138 (junio de 1998), antes de aparecer en su totalidad en The Flash # 141 (septiembre de 1998).

## Fondo del personaje ficticio

### Representación original
Flash Negro esencialmente cumple el mismo papel que la Muerte para aquellos que poseen supervelocidad en el Universo DC, devolviendo al velocista a su fuente de energía: la Fuerza de la Velocidad. Según los informes, se ve antes de la muerte de Barry Allen y Johnny Quick. Max Mercury, habiendo tenido varias experiencias cercanas a la muerte, también ha visto a Flash Negro.
A Wally West le tocó retirarse a la Fuerza de la Velocidad, pero en su lugar se llevó a Linda Park. Habiendo visto presagios de la muerte de Wally, Max Mercury y Jesse Quick interceptaron a Wally antes de llegar al museo donde Linda estaba esperando, y Linda fue alcanzada por el rayo que estaba destinado a matar a Wally. Más tarde regresa para intentar tomar a Wally nuevamente, congelando el tiempo excepto para aquellos que poseen una conexión con la Fuerza de la Velocidad. Max Mercury, Jay Garrick y Jesse Quick intentan ayudar a Wally distrayendo al Flash Negro; Wally finalmente derrota a Flash Negro corriendo a la criatura hasta el final de los tiempos, hasta un punto en el que la Muerte no tendría ningún significado, haciendo que la criatura se disipe.
El Flash Negro se le aparece a Bart Allen cuando Flash pierde sus poderes mientras lucha contra los Renegados en el Getty Center. A pesar de un choque con Inercia (otro posible candidato para Flash Negro), Bart es asesinado poco después por los Renegados en pánico cuando parece que Bart ganaría, incluso sin poderes.
Más recientemente, se revela que Flash Negro representa el aspecto oscuro de Fuerza de la Velocidad, que es responsable del empoderamiento de los hijos de Wally. Su conexión con la muerte se limita a aquellos conectados a la Fuerza de la Velocidad. Si bien un número del Capitán Átomo sugiere que Death of the Endless, Black Racer y Nekron son todos aspectos de la misma fuerza, Neil Gaiman (creador de Death of the Endless) no está de acuerdo con esta idea, afirmando que su la creación es la personificación máxima de la Muerte.
Durante la Crisis final, Wally teoriza que el Black Racer que se persigue a sí mismo y a Barry es, de hecho, Flash Negro.
Un cadáver carbonizado, que parece ser Flash Negro, fue encontrado en Iowa por dos niños en The Flash: Rebirth.
Cuando la Barrera de la Fuerza fue destruida y las otras fuerzas se desataron, Flash Negro fue enviado para cazar los conductos de las fuerzas desatadas. Flash Negro llega al Speed Lab dentro del Museo Flash y ataca a Steadfast, el avatar de Still Force. Después de que Hunter Zolomon (ahora llamado "Flash") lleva a Barry Allen a la corriente temporal (llamada "Forever Force") construida por la fuerza de velocidad, Flash Negro continúa persiguiéndolos para matarlos (en el esperanzas de curar la fuerza de velocidad). Hunter se sacrifica a la Barrera de la Fuerza para finalmente curar la fuerza de velocidad y evitar que Flash Negro vaya tras Steadfast y Fuerza, ya que ya había matado a Psych. Debido al sacrificio, Forever Force se rompió atrapando al Flash Negro en el interior, mientras que Barry escapó.

### Barry Allen
Más tarde al descubrir el cuerpo, Barry Allen se transforma en el próximo Flash Negro, pero el estado se invierte. Se revela que el Profesor Zoom ha alterado la Fuerza de la Velocidad que resulta en la transformación Flash Negro de Barry.

### Eobard Thawne
El cadáver con el cuello roto de Eobard Thawne es reanimado como miembro del Black Lantern Corps. Equipado con un anillo de poder negro, Thawne se declaró a sí mismo como el Flash Negro, hasta que el cadáver de Thawne vuelve a la vida.

## Otras versiones
- La versión del universo Ame-Comi Girls de Flash Negro es Jesse Quick.[11]
- Un Flash Negro demoníaco (también conocido como Speed Demon y Black Racer) aparece en los cómics de la temporada 11 de Smallville.[12] Esta versión busca desviar la velocidad de Bart Allen / Impulso pero entra en conflicto con Impulso y Superman. Se sabe que Flash Negro necesita las almas tanto de Impulso como del retirado Jay Garrick, ya que pertenecen a la Fuerza de la Velocidad. Como Bart es el Jay usurpador más rápido, ya que ha renunciado a intentar luchar contra Flash Negro, el demonio anhela más su velocidad. En la batalla final sobre Las Vegas, Impulso le da al demonio toda su velocidad y eso termina matándolos a ambos, dejando el clásico símbolo de Flash en el desierto.[13]

## En otros medios

### Televisión
- Una representación diferente de Flash Negro aparece en dos de la serie Arrowverso de The CW: 
  - Presentado en la segunda temporada de The Flash,[14] está versión es Hunter Zolomon (interpretado por Teddy Sears) transformado por Espectros del Tiempo en el ejecutor al estilo Grim Reaper de la Fuerza de la Velocidad al cazar a los velocistas que intentan cambiar la línea de tiempo y borrarlos de la existencia. En la tercera temporada, Flash Negro es enviado para evitar que Barry Allen libere a Wally West de la prisión Fuerza de la Velocidad de Savitar y luego para borrar a Savitar para detener su plan de convertirse en un dios, solo para ser destruido por Killer Frost mientras realiza la última tarea.
  - A lo largo de la segunda temporada de Legends of Tomorrow,[15][16] Flash Negro persigue a Eobard Thawne / Flash Reverso, quien involuntariamente volvió a existir debido a la creación de Barry Allen de la línea de tiempo "Flashpoint", para borrarlo y corregir la línea de tiempo actual. Esto lleva a Thawne a formar la Legión del Mal y localizar la Lanza del Destino para cambiar la realidad y salvarse. Después de tener éxito en sus planes, Thawne atrapa a Flash Negro en S.T.A.R. Labs hasta que Sara Lance deshace el trabajo del primero y libera al segundo, lo que permite que Flash Negro borre a Thawne de la existencia antes de regresar a la Fuerza de la Velocidad.

### Película
- En la película de The Flash (2023) se nos presenta un Flash Negro que resulta ser una variante de Flash del pasado que quiere matar al Barry Allen original para que así no hubiese sucedido ningún cambio en el multiverso y se colapsara. Al final muere tras el sacrificio de Barry Allen del pasado.

### Videojuegos
- Flash Negro aparece en Justice League Heroes: The Flash para Game Boy Advance. Cuando el jugador muere, Flash es perseguido por Flash Negro. Si el jugador evita ser atrapado, el Flash es recompensado con la oportunidad de continuar el juego, regresando con poca salud y sin perder la vida actual. Después de cada muerte, escapar del Flash Negro se vuelve cada vez más difícil.
- La versión de Eobard Thawne de Flash Negro aparece en Injustice: Dioses entre nosotros como un aspecto alternativo jugable para Flash como parte de un desafío exclusivo limitado.
- Flash Negro (identificado como Black Racer) se menciona en Injustice 2 en el diálogo de lucha de Flash Reverso. El personaje se menciona cuando Flash Reverso se enfrenta a su propio doppelganger, Deadshot y Doctor Fate en la batalla; el Flash Reverso dice "se acerca el Black Racer".
- Flash Negro aparece como un personaje que se puede crear gratis en Scribblenauts Unmasked: A DC Comics Adventure.